# Martin Miller (Baseballfunktionär)
Martin Miller (* 17. Juli 1965 in Bad Cannstatt, Deutschland) ist ein ehemaliger Vize-Präsident des Bayerischen Baseball und Softball Verbandes, Präsident des Deutschen Baseball und Softball Verbandes und Präsident der CEB (Confederation of European Baseball).

## Leben

### Baseballfunktionär
Martin Miller war 1985 Gründungsmitglied und 1. Vorsitzender des Baseball- und Softballvereins Ingolstadt Schanzer.
Von 1985 bis 1988 war er Vize-Präsident des Bayerischen Baseball und Softball Verbandes.
1988 übernahm Martin Miller die Präsidentschaft des Deutschen Baseball und Softball Verbandes. In die Amtszeit von Martin Miller als DBV-Präsident fielen sowohl die Aufnahme des DBV in den Deutschen Sportbund und das Nationale Olympische Komitee für Deutschland als auch eine Erhöhung der Mitgliederzahl von 2.000 auf über 25.000 bis 2001 sowie der Aufbau von Strukturen zur Bewältigung des Wachstums.
Seit 1998 war Martin Miller in der Europäischen Baseball Föderation (CEB) tätig: zunächst als Vizepräsident für Europa in das Exekutivkomitee des internationalen Baseballverbands (IBAF) und ab 19. März 2005 als Präsident. Unter seiner Leitung gelang dem europäischen Baseball große Fortschritte: 2005, 2007 und 2010 wurden erfolgreiche Baseball-Europameisterschaften mit TV-Übertragungen durchgeführt, und 2009 brachte er die Baseball-Weltmeisterschaft nach Europa. Zudem wurden die Strukturen auf europäischer Ebene durch die Eröffnung eines Büros in Frankfurt am Main und die Einrichtung verschiedener Fachausschüsse gestärkt.
17. März 2012 trat Martin Miller während des Kongresses der Europäischen Baseball Föderation in Rotterdam von seiner Präsidentschaft zurück.

### Beratungsdienstleister
Martin Miller ist Diplom-Ingenieur und seit 2015 der Geschäftsführer der Babette Miller Consulting GmbH.